# Adil Karrouchy
Adil Karrouchy là một cầu thủ bóng đá người Maroc, thi đấu ở vị trí hậu vệ cho Raja Casablanca.

## Sự nghiệp quốc tế
Vào tháng 1 năm 2014, huấn luyện viên Hassan Benabicha, triệu tập anh vào đội hình Maroc tham dự Giải vô địch bóng đá châu Phi 2014. Anh giúp đội bóng đứng đầu bảng B sau trận hòa với Burkina Faso và Zimbabwe và đánh bại Uganda. Đội bóng bị loại ở tứ kết sau thất bại trước Nigeria.